# Giovanni Balansino
Giovanni Balansino (Savigliano, 1912 – Rescaldina, 1986) è stato un pittore italiano.

## Biografia
Si formò dapprima a Milano, alla Scuola d'Arte del Castello Sforzesco, quindi a Roma, sotto la guida di Virgilio Retrosi, pittore e ceramista. Trasferitosi a Cantù, collaborò con Carlo Pianca alla decorazione di alcune chiese e vi fu allievo di Ugo Bernasconi. Intraprese l'attività espositiva a Milano nel 1942 presso le gallerie Ranzini, Guglielmi e Schettini, partecipando poi alle Biennali di Brera, alla Quadriennale di Roma e al Premio Bergamo. Numerose le esposizioni personali nelle principali città italiane e all'estero (Buenos Aires, Zurigo, Enschede, Sankt Moritz), Numerosi anche i viaggi e soggiorni a Parigi, New York e in America Latina, Egitto, Svizzera, Olanda, Spagna e Grecia ove eseguì opere oggetto poi di importanti esposizioni. Di lui scrissero i più importanti critici dell'epoca (Raffaele De Grada, Lionello Fiumi, Leonardo Borgese, Alfio Coccia ecc.) 
Una importante monografia sull'artista è stata curata da Luciano Budigna nel 1977.
Durante il 2023 il Palazzo Leone da Perego di Legnano ha ospitato, per la cura di Nicoletta Colombo, un'esposizione di 115 opere di Giovanni Balansino e del figlio Giancarlo.

## Opere
Nelle collezioni d'arte della Fondazione Cariplo figurano due dipinti di Balansino, entrambi noti come Autunno o Case rustiche, rispettivamente del 1968 e del 1969, acquistati nel 1970 dalla Fondazione Cariplo; si tratta di due paesaggi molto simili, caratterizzati da una notevole immediatezza e spontaneità.